# Regimiento de Infantería «América» n.º 66
El regimiento de infantería "América" n.º 66 de Cazadores de Montaña, El Benemérito de la Patria (RI-66), es una unidad de infantería del Ejército de Tierra de España encuadrado desde el 1 de enero de 2021 en el Mando de Tropas de Montaña perteneciente a la División San Marcial y hasta entonces en la Brigada «Guadarrama» XII y anteriormente en la Jefatura de Tropas de Montaña "Aragón".
Su acuartelamiento se encuentra en Berrioplano (Navarra), en las cercanías de Pamplona. El 1 de enero de 2021, retomó su carácter de montaña, que nunca debió haber perdido, como Regimiento de Infantería "América" n.º 66 de Cazadores de Montaña, tras pasar una breve temporada como regimiento de infantería ligera, eso sí, incrementando sus capacidades operativas y no llegando a perder nunca sus adiestramientos para el combate de montaña.

## Historial

### Orígenes (1764)
Por Real Orden de S.M. Carlos III, de fecha 31 de julio de 1764, se crea el Regimiento El Real de América con el fin de reforzar la guarnición del Virreinato de Nueva España y servir de "norma y regla" de las futuras Unidades que se pensaban crear en aquel Virreinato. Pasa su primera Revista en Alicante, siendo su plantilla de dos batallones de nueve compañías cada uno (ocho de fusileros y una de granaderos), con un total de 1363 plazas. Se le otorgó el mando al Coronel Miguel Porcel y Manrique, conde de las Lomas, eligiendo como Patrona a la Inmaculada Concepción.
Embarcado en Cartagena, se une en Cádiz al resto de la escuadra, que, al mando del Capitán General Juan de Villalba y Angulo, zarpa de este puerto el 5 de septiembre con destino al Virreinato de Nueva España, arribando a Veracruz el 2 de noviembre.
El 19 de noviembre se agrega al Regimiento el Batallón de la Corona, que ya existía en Veracruz. Despliega el primer batallón en México capital, quedando los dos segundos de guarnición en el castillo de San Juan de Ulúa (Veracruz). Por Orden del Virrey marqués de Croix, el 16 de marzo de 1767 vuelve a segregarse el Batallón de la Corona para ser el primero del regimiento de la "Corona" de Nueva España, y su mando se confiere al coronel Miguel Panés.
En 1765 el rey encarga al Mariscal de Campo marqués de Rubí la Revista de los Presidios (fuertes fronterizos) de la frontera septentrional de Nueva España, en la cual, junto con el Capitán Nicolás de Lafora, formaba parte de la misma el joven teniente del Regimiento El Real de América José de Urrutia y de las Casas, y tropas del citado Regimiento. Tras recorrer más de 2.000 leguas y emitir el correspondiente informe sobre el futuro de la "Línea de Defensa", Carlos III dictó el "Reglamento para los Presidios Internos de la Nueva España".
Durante su estancia en el Virreinato, el Regimiento tuvo numerosas actuaciones, tanto en la pacificación de algunas regiones formando parte de la expedición del Visitador José Bernardo de Gálvez y Gallardo a la provincia de Sonora, como en la realización de numerosas obras de infraestructura de carácter público, bajo la dirección del mencionado teniente Urrutia entre la que destaca, por su importancia, la desecación de la Laguna de Huehuetoca, además del levantamiento de planos, construcción de caminos, fortificaciones, etc.
El 9 de noviembre de 1768 es relevado por los segundos Batallones de los Regimientos “Saboya”, “Ultonia” y “Flandes”, embarcando con destino a Cádiz, donde arriba el 24 de febrero de 1769.

### Guerra anglo-española (1779-1783)
En el último cuarto del siglo XVIII y principios del XIX, España está casi continuamente en guerra con Inglaterra. De 1779 a 1783, la monarquía española apoyará a las Trece Colonias en la guerra de Independencia de Estados Unidos, que en el escenario europeo se centró en el intento de reconquistar Gibraltar y la isla de Menorca, en manos inglesas desde 1704 y 1708, respectivamente.

#### Gran Sitio de Gibraltar (1779-1783)
El Regimiento “América” se incorpora al sitio de Gibraltar el 4 de agosto de 1779. Permanece en operaciones hasta julio de 1781, en el que parte para la reconquista de Menorca. Finalizada esta, se reincorpora al sitio en 1782. Sostiene numerosos encuentros y lleva a cabo notables obras de fortificación. Destaca la actuación del capitán Urrutia en la preparación de las llamadas baterías flotantes con el fin de bombardear las defensas inglesas de la costa meridional del Peñón. La falta de protección y un deficiente empleo de las mismas llevarán al mayor de los fracasos, con más de 2.000 muertos entre los sitiadores. El 7 de febrero de 1783 se levanta el sitio.

#### Toma de Menorca (1782)
En julio de 1781, el Regimiento “América” se integra en las fuerzas del Duque de Crillon que parten para la reconquista de Menorca, en manos británicas desde 1708. El Regimiento desembarca en Cala Mezquida el 19 de agosto. Tras conquistar el fuerte de Fornells, participa en el sitio del Castillo de San Felipe, para el que construyó una batería con ocho cañones y cuatro morteros que recibió el nombre de América. El Castillo se rendiría el 6 de enero, volviendo Menorca a manos españolas y regresando el Regimiento al sitio de Gibraltar.

#### Refuerzo de las Islas Canarias (1799-1802)
El Regimiento “América”, al completo de sus efectivos, ya acudió en refuerzo de la guarnición de la isla de Tenerife entre diciembre de 1770 y agosto de 1771. En el marco de la guerra anglo-española, se vuelven a destacar nuevamente el primer y tercer batallón del Regimiento a la isla de Tenerife, de enero de 1799 a abril de 1802, permaneciendo el segundo batallón en El Ferrol.

#### Batalla de Brión (1800)
El 25 de agosto de 1800, una flota británica, compuesta por 20 navíos de guerra, 80 transportes varios y una fuerza embarcada de unos 15.000 hombres, ataca El Ferrol con el ánimo de inutilizar el puerto y el arsenal y destruir varios buques españoles. La guarnición española, que junto a paisanos voluntarios sumaba apenas 4.000 efectivos, rechaza por dos veces al invasor, pero finalmente tienen que replegarse a la ciudad. Solo resiste el castillo de San Felipe, que guarnece el 2º Batallón del “lAmérica”. La inesperada y tenaz resistencia de los españoles obliga a los ingleses a reembarcarse y retirarse.

### Guerra de la Convención (1793-1795)
Participa en la Campaña de los Pirineos de la Guerra de la Convención, encuadrado en el Cuerpo de Ejército de Navarra, que al mando del General Ventura Cano operaba en el sector de Navarra-Guipúzcoa. En el año 1793, el primer batallón combatió en las acciones de Viriatu (23 de abril), Sara (1 de mayo) y Castell-Pignon (6 de junio). En 1794 participan dos batallones en los ataques del monte Mandale (5 de febrero) y en la acción de Alcoleta-Alta (7 de octubre de 1794). Firmada la Paz de Basilea en julio de 1795, el Regimiento marcha de guarnición a Galicia.

### Guerras carlistas
Durante la primera guerra carlista (1833-1840) se le otorga el título de Benemérito de la Patria por la acción victoriosa de Manlleu de octubre de 1837. En 1876, tras acabar la tercera guerra carlista, queda de guarnición en Navarra, plaza en la que permanecerá hasta la actualidad.

### Segunda República
En mayo de 1931 se une al Regimiento de Infantería "La Constitución" n.º 29, El Liberal, para formar el Regimiento de Infantería América n.º 1.

### De 1936 hasta la actualidad

#### Guerra Civil
Durante la guerra civil española y al igual que otras unidades operativas regulares radicadas en el País Vasco, Castilla y León y Navarra, el Regimiento “América” 23 formó parte del Ejército del Norte, siendo encuadrados sus batallones junto a otras unidades militares en la Agrupación Número 1 (Brigadas de Navarra) de dicho ejército. 
Durante la guerra, el regimiento tomó parte en los combates en diversos frentes de guerra. Fue condecorado con dos Cruces Laureadas de San Fernando colectivas y ocho Medallas Militares colectivas.

#### Reorganización
Acabada la guerra, en diciembre de 1943 cambia de nombre por el de Batallón de Montaña “América” n.º XIX y conforma la Agrupación de Montaña n.º 7 junto con los regimientos “Montejurra” XX y “Estella” XIX. En esas fechas encuadraba a 24 batallones, entre los que se encontraba el Batallón de Cazadores de Montaña ‘Arapiles’ n.º 19. En 1966 pasa a recibir el nombre de Regimiento de Cazadores de Montaña “América” 66 que conserva en la actualidad.
Durante los años 1974, 1982 y 1983 participó en las operaciones de control antiterrorista en la frontera francesa. 
El 9 de agosto de 2000, el subteniente Francisco Casanova Vicente adscrito al Regimiento “América” 66 fue asesinado por la banda terrorista ETA junto a su domicilio de Berriozar (Navarra).

## Composición actual
- Batallón de Cazadores de Montaña "Montejurra" I/66 en Aizoáin (Navarra).

## Denominaciones desde su creación
- 1764 "El Real de América”.
- 1814 Regimiento de Infantería de Línea “América” n.º 32.
- 1828 Regimiento de Infantería de Línea “América” n.º 13.
- 1833 Regimiento de Infantería de Línea “América” n.º 14.
- 1931 Regimiento de Infantería n.º 14.
- 1935 Regimiento de Infantería “América” n.º 14.
- 1936 Regimiento de Infantería “América” n.º 23.
- 1939 Regimiento de Infantería de Montaña n.º 23.
- 1943 Agrupación de Montaña n.º 7.
- 1951 Regimiento Cazadores de Montaña n.º 7.
- 1960 1.ª Agrupación de Cazadores de la División de Montaña n.º 62.
- 1966 Regimiento de Cazadores de Montaña “América” n.º 66.
- 2017 Regimiento de Infantería “América” n.º 66.
- 2018 Regimiento de Infantería “América” n.º 66 de Cazadores de Montaña.